# Xestocephalus spinestyleus
Xestocephalus spinestyleus är en insektsart som beskrevs av Li och Dai 2003. Xestocephalus spinestyleus ingår i släktet Xestocephalus och familjen dvärgstritar. Inga underarter finns listade i Catalogue of Life.